# 虎妮
虎妮（英語：Hoonie）是一位臺灣的虛擬YouTuber及節目主持人。
為Yahoo TV所屬的虛擬網紅，在Yahoo TV上擁有自己的節目「虎妮好朋友」，影片亦於YouTube及niconico動畫上發表。

## 簡介
虎妮角色形象由Studio Reals跟SAFE HOUSE T共同設計。
α虎妮於2017年6月30日開啟臉書粉絲專頁，正式開始活動；於2020年1月1日，阿法虎妮結束主持工作。
2020年1月27日，由β虎妮接下主持工作，因此本人與粉絲常以【貝塔】這個暱稱來稱呼她。
頻道多以遊戲、唱歌實況為主，每月也會固定地推出料理節目。
β虎妮於2023年5月31日的直播中，發表新衣服並預告將於近期內發布畢業告知。
2023年6月16日，在最後的歌回中宣布將於6月底結束直播工作，並於2023年8月18日的誕生季後進入長休。

## 經歷

### α虎妮時期
2017年
- 6月30日，粉絲團正式開張
- 7月7日，首次以節目主持人登上Yahoo TV
- 8月13日，與柯市長一起宣傳世大運
- 10月27日，與台南赤崁樓歲星合作演出
- 12月1日，正式创立YouTube频道、首次尝试唱歌跳舞

2018年
- 1月11日，挑戰紅白歌合戰
- 1月15日，正式创立Twitter账号
- 1月29日，正式推廣觀光系列節目
- 6月12日，首次與日本VTuber みゅみゅ直播
- 8月22日，專訪「新世代日本動畫大師」細田守導演
- 8月23日，首次與日本VTuber 兎紗みみ直播
- 11月8日，正式创立抖音账号
- 11月16日，節目新增助手奧莉絲首次登場
- 12月16日~17日，在巴哈姆特22週年站聚登場
- 12月31日，首次與空、夏日葵一起進行紅白歌合戰

2019年
- 1月12日，在松菸文創園區的玩美攝影棚 x Pocky Deco Art 登場
- 1月31日，開始連載月曜日的虎妮唬你時間
- 1月31日，虎妮好朋友Line貼圖上架
- 2月17日，在開拓動漫祭FF33登場
- 3月24日，松菸文創園區的玩美攝影棚 x Pocky Deco Art 展覽結束
- 4月27日-28日，虎妮與K′WA 一起前進日本niconico超會議登台
- 5月8日，虎妮正式成為高雄六月的觀光代言人
- 6月26日，虎妮與奧莉絲在金曲國際音樂節發表首支中文單曲《Here We Go》
- 7月24日，首次與日本中京電視台的大蔦エル和キミノミヤ進行合作
- 8月7日，首次與日本NTT DOCOMO麟犀AI韻律的Kilin以及Xi進行合作
- 8月14日，首次與茨ひより進行合作，共同推廣觀光。
- 8月30日，貢寮海洋音樂祭上專訪日本團體妖之鬼狐
- 9月29日，與杏仁咪嚕、Ferno一起參加“芸人 vs VTuber e-sports PUBG選手権”比賽。
- 10月24日，首次與澳門觀光虛擬角色麥麥合作，與藝人永烈一同介紹澳門。
- 12月26日，杏仁咪嚕正式加入家族
- 12月29日，在巴哈姆特23週年站聚與奧莉絲幫網友不負責任占卜
- 12月31日，與奧莉絲、杏仁咪嚕、K′WA、夏日葵、阿莉亞一起進行跨年夜歌唱。

2020年
- 1月1日，α虎妮開啟新的冒險，前往大麥克星球，結束主持工作。

### β虎妮時期
2020年
- 1月27日，β虎妮登場，接下阿法虎妮的主持工作。
- 2月1日~2日，在開拓動漫祭FF35登場。
- 2月7日，β虎妮發布第一部影片。
- 2月8日，首次與HowHow一同主持，介紹台中燈會。
- 2月15日，在台灣高雄的「月讀女僕咖啡」擔任一日打工女僕。
- 3月4日，首次與台灣Vtuber茂矢門、SueiSin隨心直播。
- 3月11日，新企劃「貝塔🐯食堂」啟動。
- 4月15日，首次發表新衣裝「學生制服」。[4]
- 4月29日，新企劃「虎妮報報」啟動。
- 5月13日，首次在唐綺陽老師的節目中，以小編身份與蔡英文總統同台演出
- 6月10日，為了6月15日語音活動，與粉絲成立非官方Discord群組 （页面存档备份，存于）。
- 6月15日，首次與粉絲合作，共同舉辦撩妹大賽活動。
- 7月25日，YouTube突破3萬人訂閱。
- 8月5日，首次發表新衣裝「偶像服」。
- 9月24日，「虎妮報報」完結。
- 9月26日，與杏仁咪嚕在國立臺灣美術館展出[5]。
- 10月12日，新企劃「貝塔朝活」啟動。
- 10月14日，首次發表新衣裝「私服」。

## 軼事
因為虎妮具有貓耳的外表而被日本網友納入獸耳王國之中，因此目前自稱獸耳王國的外交大使。

## 事蹟
因與萬代南夢宮合作之系列廣告與作品榮獲 2018 Oath 全球年度廣告大獎（Brandblazers）獲獎名單，故成為有台灣之光之VTuber。

## 外部鏈結
- 虎妮好朋友 - Yahoo TV （页面存档备份，存于） （中文）
- 虎妮的Facebook專頁 （中文）
- YouTube上的Honnie friends頻道 （中文）
- 虎妮的X（前Twitter） （日語）
- フニーちゃん的會員頁面 - niconico(ニコニコ) （页面存档备份，存于） （日語）